# Tom Zirbel
Tom Zirbel (* 30. Oktober 1978 in Boulder) ist ein ehemaliger US-amerikanischer Radrennfahrer.

## Karriere
Tom Zirbel begann seine Karriere 2006 bei dem US-amerikanischen Continental Team Priority Health. In seinem ersten Jahr dort gewann er eine Etappe und die Gesamtwertung beim Valley of the Sun Stage Race. Außerdem war er jeweils auf Teilstücken der Tour of Shenandoah, der Tour de Nez, beim Cascade Cycling Classic und beim Parker Mainstreet Omnium erfolgreich. In der Saison 2007 gewann er eine Etappe bei der Tour of Southland.
In einer am 29. August 2009 genommenen Dopingprobe wurde Tom Zirbel in der A-Probe Doping mit dem Steroidhormon DHEA nachgewiesen. Im Januar 2010 gab er bekannt, dass auch die B-Probe positiv ist. Er wurde von seinem neuen Team Garmin-Transitions entlassen. Am 27. Februar 2010 erhielt Zirbel eine zweijährige Sperre bis zum 28. Dezember 2011 und erklärte daraufhin, seine Karriere zu beenden.
Im März 2011 verkürzte die US Anti-Doping Agency (USADA) Zirbels Sperre um ein halbes Jahr, da dieser bei der Aufklärung weiterer Doping-Fälle geholfen habe. Die Sperre endete daraufhin am 21. März 2011, und Zirbel beschloss, wieder als Profi Rennen zu fahren. Er unterschrieb einen Vertrag beim Team Jamis-Sutter Home und startete im Mai 2011 bei der Kalifornien-Rundfahrt. Ab 2012 wechselt er in das Team Optum und konnte hier das Rennen Nature Valley Grand Prix gewinnen und Platz 2 bei der Vuelta Ciclista del Uruguay belegen. 2013 wurde er US-amerikanischer Meister im Zeitfahren. Ein Jahr später musste sich Zirbel nur Taylor Phinney im Kampf um die US-Meisterschaft im Zeitfahren geschlagen geben. 2015 erwirkte neben seinen Siege keine nennenswerte Platzierungen. 2016 wechselte er in das Team Rally. Hier gewann er nochmals einer Etappe bei der Tour of the Gila und wurde nochmals Zweiter bei den US-amerikanischen Meisterschaften im Zeitfahren. Im September 2016 verbesserte Zirbel den US-amerikanischen Stundenrekord auf 53,037 km auf der Rennbahn in Aguascalientes, Mexiko. Am Ende der Saison 2016 beendete er sein sportliche Karriere.

## Erfolge
2007
- zwei Etappen Tour of Southland

2008
- eine Etappe Tour of the Gila
- eine Etappe Tour of Elk Grove[6]

2012
- eine Etappe Tour of Elk Grove (EZF)
- Nature Valley Grand Prix

2013
- eine Etappe Volta ao Alentejo
- eine Etappe Tour of the Gila (EZF)
- US-amerikanischer Meister – Einzelzeitfahren

2014
- eine Etappe Cascade Cycling Classic

Redlands Bicycle Classic
2015
- eine Etappe Tour of the Gila (EZF)
- Nature Valley Grand Prix

2016
- eine Etappe Tour of the Gila (EZF)